# 15732 Vitusbering
15732 Vitusbering este un asteroid din centura principală de asteroizi.

## Descriere
15732 Vitusbering este un asteroid din centura principală de asteroizi. A fost descoperit pe 15 noiembrie 1990 la Observatorul La Silla de Eric Walter Elst. Asteroidul prezintă o orbită caracterizată de o semiaxă mare de 3,17 ua, o excentricitate de 0,05 și o înclinație de 10,4° în raport cu ecliptica.